# Johann Ludwig Bramsch

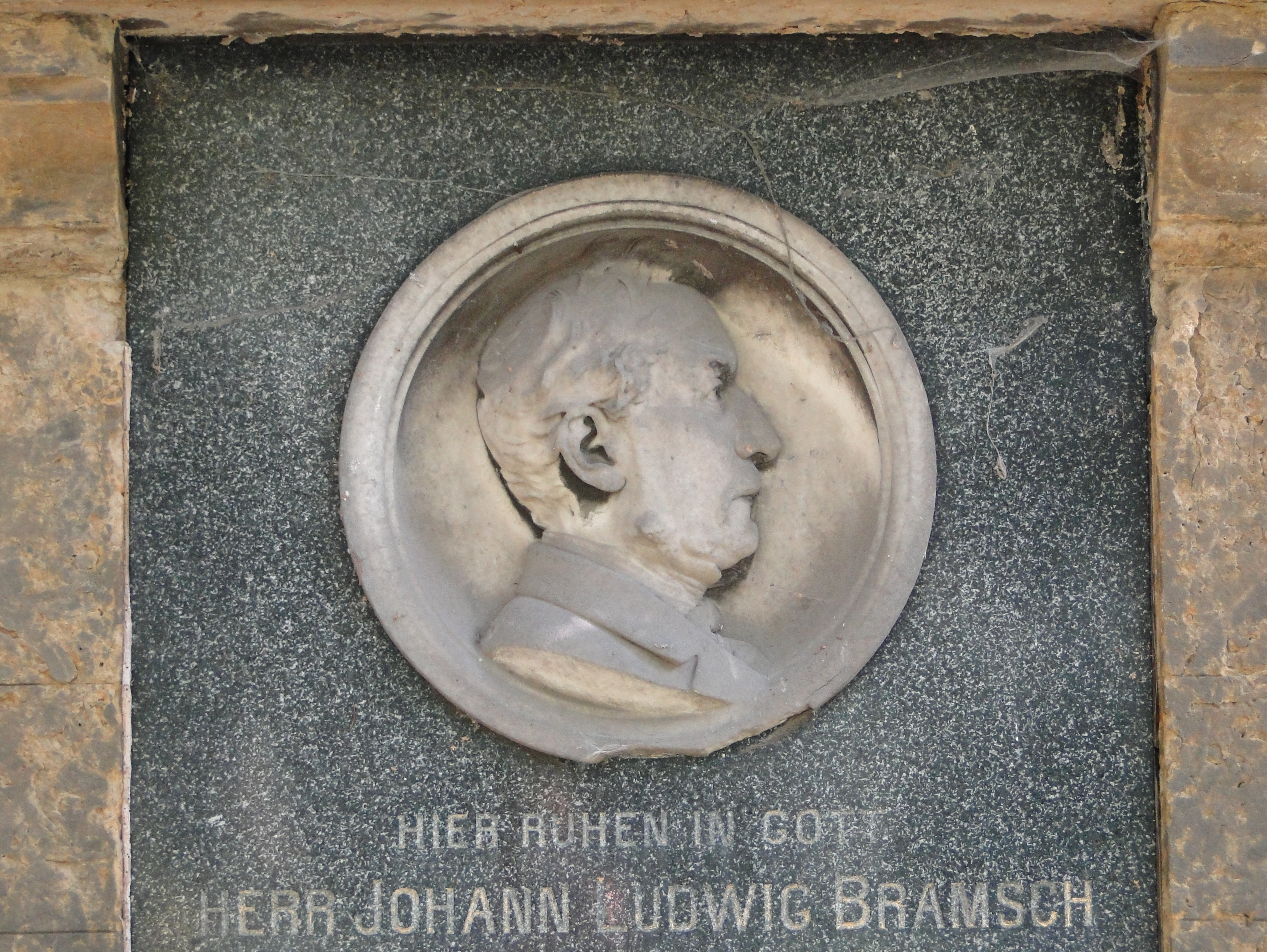
Porträtrelief am Wandgrab von Johann Ludwig Bramsch

Johann Ludwig Bramsch (* 3. April 1811 als Johann Ludwig Bramsche; † 26. Juli 1877 in Kiel) war ein deutscher Unternehmer in Dresden.

## Leben und Wirken
Johann Ludwig Bramsche war ein Sohn von Franz Heinrich Bramsche und Anna Maria Margaretha Bramsche geb. Niehaus. Drei Tage nach seiner Geburt wurde Johann Ludwig Bramsche in Stirpe, heute ein Ortsteil von Bohmte im Landkreis Osnabrück, getauft.
Im Jahr 1837 übernahm Bramsche die Dresdner Preßhefe- und Kornspiritusfabrik, Friedrichstraße 56. Diese war 1820 vom Unternehmer Heinrich Wilhelm Dursthoff (* 1790 in Osnabrück; † 1837) gegründet worden. Dursthoff hatte dazu das frühere gräflich wallwitzsche Sommerpalais im Menageriegarten erworben. 1821 erhielt Dursthoff die hart umkämpfte Konzession, nach einem streng geschützten Rezept Kunsthefe industriell herzustellen. Die Züchtung und Vermehrung lebender Zellen und insbesondere deren industrielle Herstellung waren damals eine herausragende Erfindung. Zum Schutz vor der Konkurrenz mussten die eingeweihten Mitarbeiter vor Gericht einen Eid schwören, niemals das Rezept zu verraten. Durch den großen wirtschaftlichen Erfolg des Unternehmens entstanden in den Folgejahren einige Erweiterungsbauten. So lieh sich Dursthof 1832 Geld um seine Fabrik erheblich zu vergrößern.

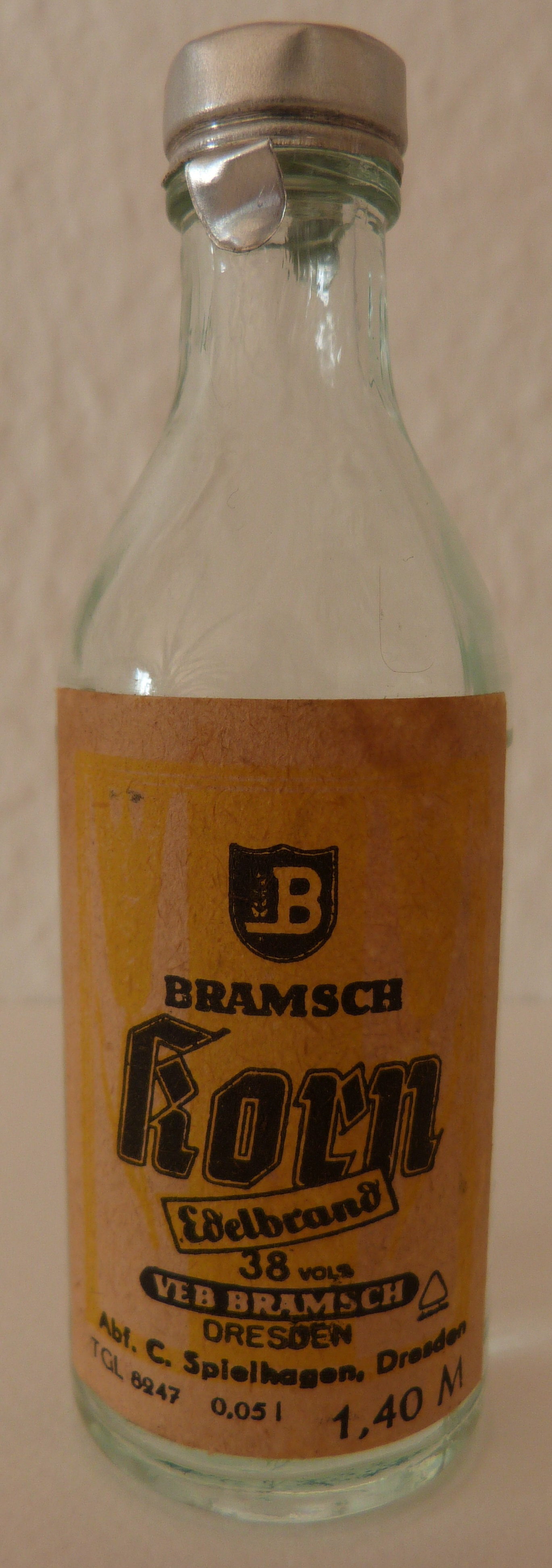
Bramsch Korn (aus der DDR)

Nach Dursthoff Tod am 20. März 1837 war seine erst 27-jährige Witwe Marie Anna Engel Dursthoff (1810–1864, geborene Eckelmann) mit der Geschäftsleitung und der Erziehung von drei Töchtern und einem Sohn überfordert. Sie kontaktierte Johann Ludwig Bramsche, der noch im Raum Osnabrück wohnte. Die beiden kannten sich aus ihrer Jugendzeit: Maries Stiefbruder Rudolf Eckelmann hatte mit Bramsche einen gemeinsamen Tuch- und Stoffhandel geführt. Bramsche kam im Juli 1837 nach Dresden, übernahm die Leitung des Werks und baute es mit dem Gewinn aus dem Tuchhandel zur führenden Spirituosenfabrik in Sachsen aus, unter anderem um ein Getreidelager und eine Schrotmühle. Zu dieser Zeit gab es in Dresden über 100 Branntweinbrenner.
Bramsche erhielt das Dresdner Bürgerrecht – was seinem Vorgänger, der ebenfalls aus dem Königreich Hannover stammte, nicht gelungen war. 1838 oder 1841 heiratete er Marie in Tharandt. Durch einen Fehler bei der Eintragung ins Kirchenbuch wurde aus dem Nachnamen Bramsche das verkürzte Bramsch. Gemeinsam hatten die Eheleute sechs Kinder, unter anderem Victor Ernst Louis (* 4. Dezember 1838), Johanne Sophie Natalie (* 11. Januar 1842), Marie Louise Emilie (* 10. August 1843), Margarethe Magdalene Charlotte Clara (* 19. März 1846–1857) und Franz Heinrich Ludwig (* 16. Oktober 1848–1925).

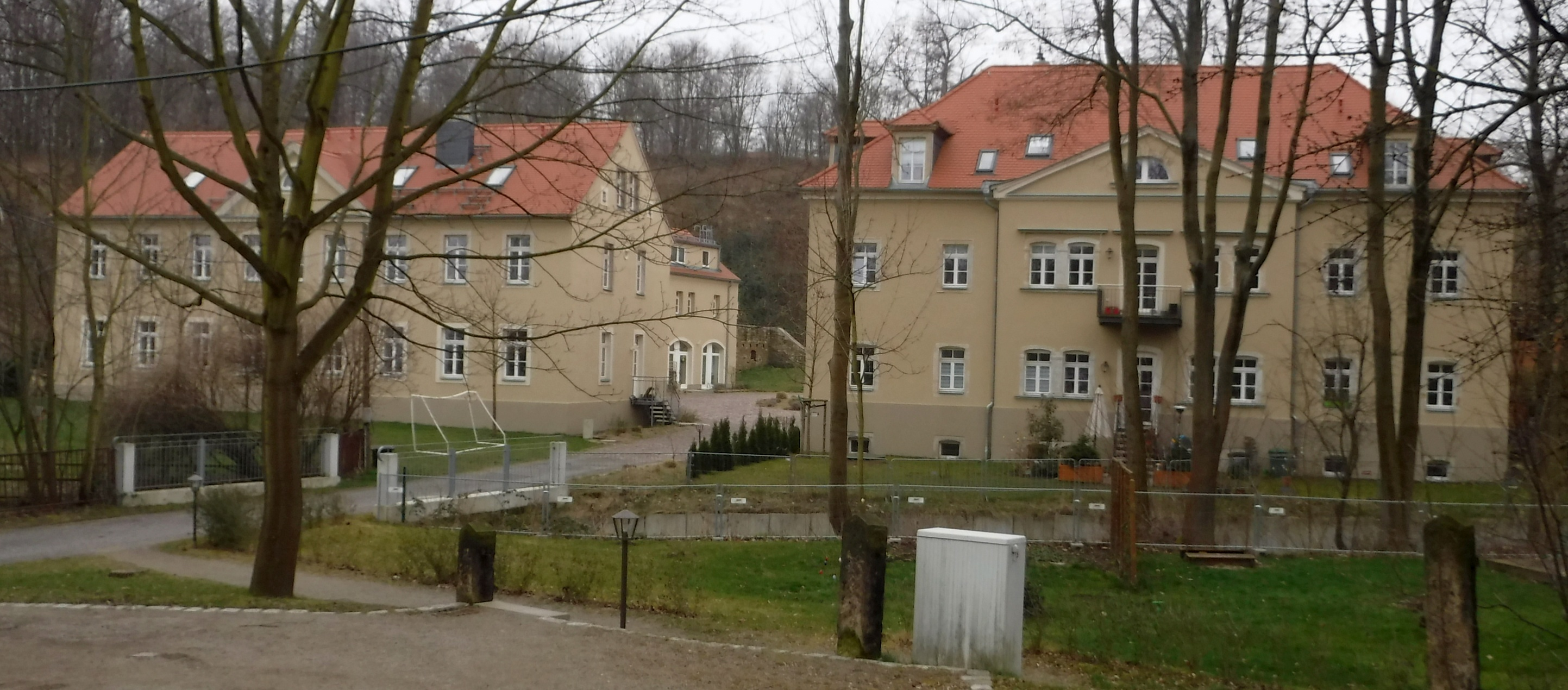
Ehemaliges Bramsch-Gut nach dem Umbau zu Wohnungen, 2016

Zusammen mit seiner Frau leitete Bramsch das Unternehmen unter der Firma Dresdner Preßhefen- und Kornspiritusfabrik J. L. Bramsch. Neben Rohstoffen wie künstlicher Hefe und Kornspiritus stellte Bramsch auch verschiedene Spirituose und Liköre her. Später waren auch alkoholfreie Getränke im Angebot. Ab Mitte der 1840er Jahre gab es an der Wilsdruffer Straße in der Dresdner Altstadt eine Verkaufsstelle für Hefe und Kornbranntwein. 1842 erwarb Bramsch den Garten und das frühere Palais des Hofmalers Johann Adolph Pöppelmann, Sohn des berühmten Hofbaumeisters Matthäus Daniel Pöppelmann. Zwei Jahre später kaufte er dazu noch das Gelände des 1696 angelegten Hirschgartens. Gemeinsam mit seinen Schwägern Ludwig und Hermann Eckelmann gründete Bramsch 1848 ein Zweigwerk im böhmischen Schönpriesen (heute Krásné Březno, ein Ortsteil von Ústí nad Labem). 1860 entstand in Teplitz in Böhmen (heute Teplice) eine weitere Hefefabrik. Weitere geplante Filialen in Großbritannien und den USA konnte Bramsch nicht verwirklichen.

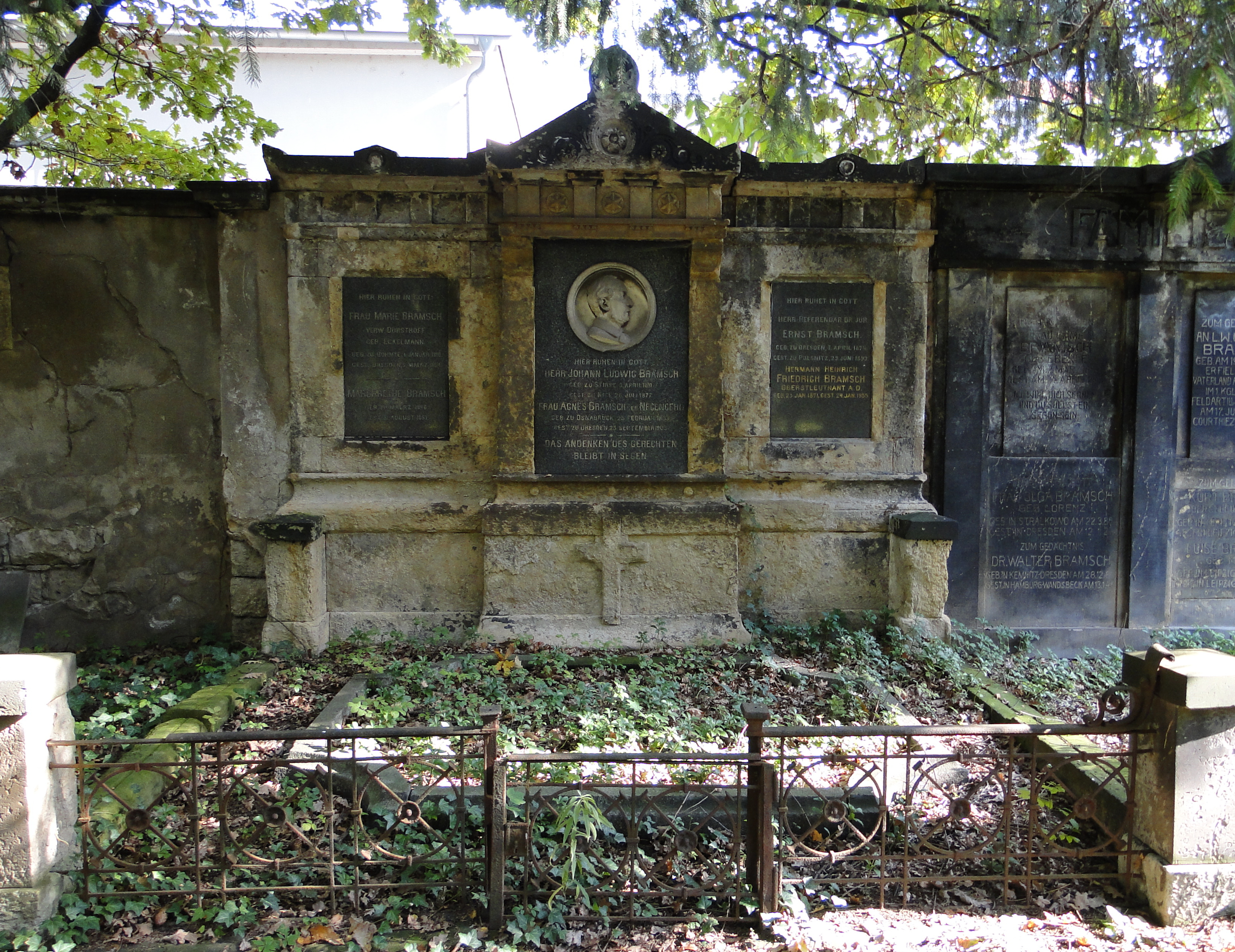
Familiengrabstätte Bramsch auf dem Inneren Matthäusfriedhof

1856 oder 1857 erwarb Bramsch das frühere Löbtauer Stadtgut, um dort das Futter für seine Zugtiere zu erzeugen. Bramsch nutzte Pferde aber nicht nur als Lasttiere. Er hatte auch eine Vorliebe für den Reitsport. Morgens soll er im Ostragehege ausgeritten sein. Selbst eine Reise nach Großbritannien unternahm er nicht mit der Postkutsche, sondern reitend. Bramsch war maßgeblich an der Industrialisierung der Dresdner Vororte Friedrichstadt und Löbtau beteiligt und galt als großzügiger Gemeindemäzen.
Im Jahr 1864 starb Bramschs Frau Marie. Daraufhin heiratete er Agnes Negengerd (1833–1903). Aus dieser Ehe entstammen sechs Kinder, wovon aber drei Totgeburten waren. Einer der Söhne war Kurt Ludwig Karl (* 15. Februar 1876).
Bramsch fand unter seinen zahlreichen Kindern keinen Nachfolger und wandelte das Unternehmen 1870 in eine Aktiengesellschaft um. Er selbst wurde Vorsitzender des Verwaltungsrats.
Sieben Jahre später starb Bramsch am Morgen des 26. Juli wahrscheinlich an Magenkrebs während einer medizinischen Behandlung in Kiel. Er hinterließ ein ansehnliches Vermögen, zu dem das Stadtgut Löbtau mit Gärtnerei, das Grundstück an der Wilsdruffer Straße mit seinem Geschäft, Güter in Kemnitz, Felder in Stetzsch, die Hefe- und Spiritusfabrik in Teplitz sowie Aktien des Unternehmens gehörten. Er wurde in der Familiengrabstätte auf dem Inneren Matthäusfriedhof in Dresden-Friedrichstadt bestattet.

## Ehrungen

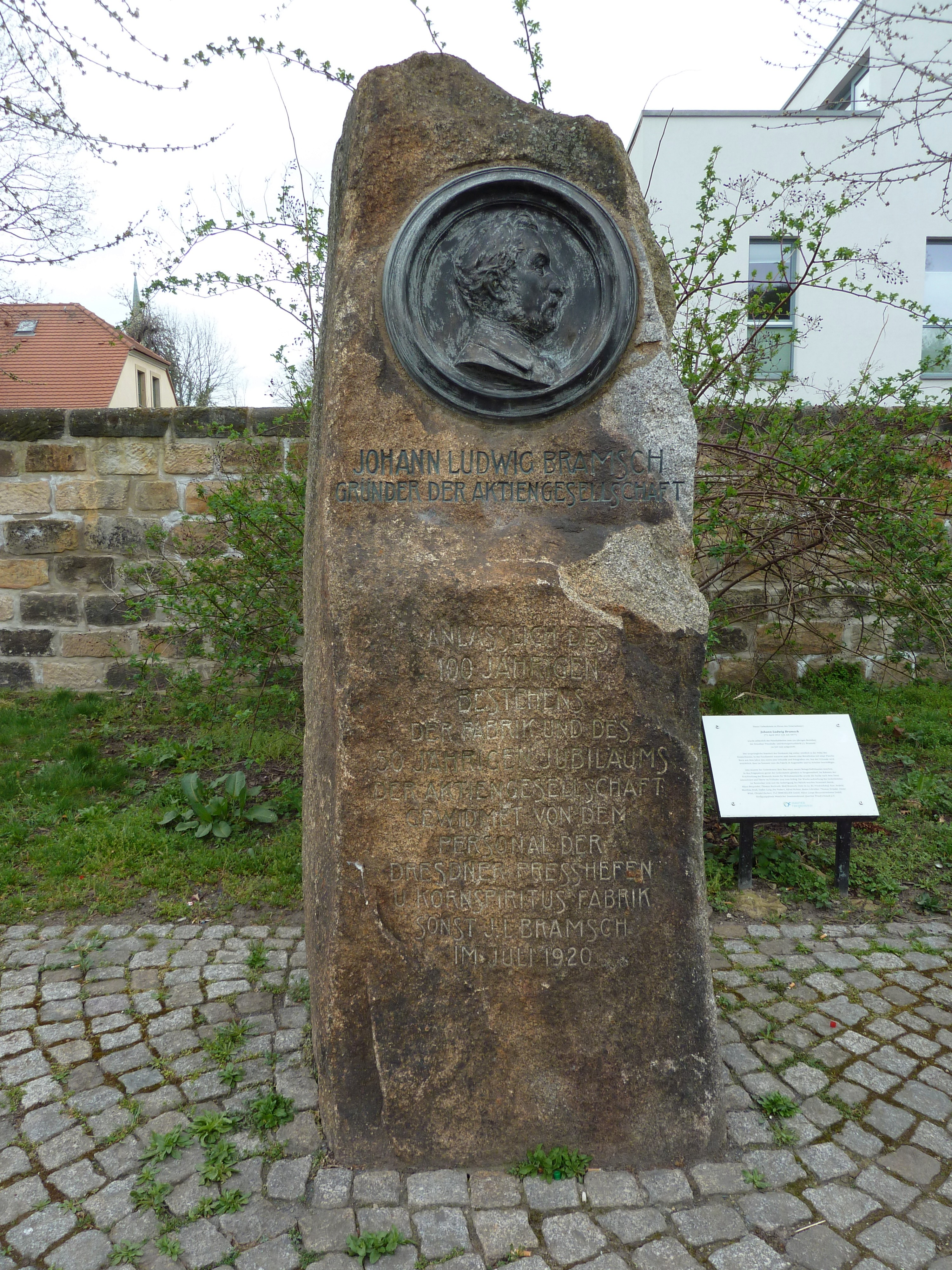
Bramsch-Denkmal, Zustand 2021

In Dresden-Löbtau erinnert die Bramschstraße an Johann Ludwig Bramsch. Außerdem wird der offiziell Tunnel Bramschstraße genannte Straßentunnel der Bundesstraße 173 im selben Stadtteil meist Bramschtunnel genannt.
Aus Anlass des 100. Betriebsjubiläums wurde im Juli 1920 im Hof der inzwischen stark erweiterten Fabrik ein Denkmal für Johann Ludwig Bramsch aufgestellt. Das aus einem etwa zwei Meter hohen Granit-Findling bestehende und mit einer Bronzeplakette versehene Denkmal wurde 1954 beim Bau des sogenannten Belegschaftshauses mit Speisesaal auf dem Grundstück vergraben. Nur die Plakette wurde entfernt und am Grabstein Bramschs angebracht. Im Mai 2012 fand man bei Bauarbeiten auf dem Grundstück den vergrabenen Findling, nachdem vorher andere Grabungen gescheitert waren. Der vier Tonnen schwere Findling wurde in der Straße Am Bramschkontor wiederaufgestellt; es wurde in der Folge eine Kopie der Plakette am Denkmal angebracht.